# Ucklum
Ucklum är en tätort i Stenungsunds kommun och kyrkbyn i Ucklums socken, belägen i jordbruksbygd i en dalgång, 11 kilometer öster om Stenungsund.

## Historia
Huvudbygden och den gamla centrala byn kallades Grössbyn, medan kyrkan ursprungligen låg på en utmark strax invid byn. Huvudbygden är en gammal jordbruksbygd rik på fornlämningar, bland annat finns en domarring mitt i Ucklum skymd i en villaträdgård alldeles vid väg 650 (gamla E6). Villaträdgården ligger precis vid den gamla bygatans utmynnande i väg 650.
Det finns även flera järnåldersgravfält söder och norr om byn.

### Den gamla kyrkplatsen, gamla kyrkan och historik bakom ortnamnet
Följer man bygatan mot sydöst cirka 300 meter kommer man till den gamla utmarken, som länge kallas Prästgärde och som var prästänkesäte (en gård för en prästänkas försörjning). Där ligger också Ucklums första kyrkplats vid en klipphöjd på en högre belägen äng än nere vid bygatan. På platsen finns en kyrkoruin, en gammal grund från den medeltida kyrka som revs på 1800-talet.
Denna gamla äng har gett socknen dess namn. Kyrkan kallades 1388 Auklanda kirkia och det betyder 'utökat, tillfogat land, nyodling' och är "i så fall fråga om en mycket tidig nyodling till byn Grössby." Detta är ett vanligt ortnamn i Norge. "Auk" är liktydigt med ordet "öka" på modern svenska.

### Befolkningsutveckling
| Befolkningsutvecklingen i Ucklum 1995–2020                                     | Befolkningsutvecklingen i Ucklum 1995–2020 | Befolkningsutvecklingen i Ucklum 1995–2020 | Befolkningsutvecklingen i Ucklum 1995–2020 | Befolkningsutvecklingen i Ucklum 1995–2020 |
| ------------------------------------------------------------------------------ | ------------------------------------------ | ------------------------------------------ | ------------------------------------------ | ------------------------------------------ |
|                                                                                |                                            |                                            |                                            |                                            |
| År                                                                             |                                            |                                            | Folkmängd                                  | Areal (ha)                                 |
| 1995                                                                           | 1995                                       |                                            | 221                                        | 27                                         |
| 2000                                                                           | 2000                                       |                                            | 241                                        | 27                                         |
| 2005                                                                           | 2005                                       |                                            | 240                                        | 29                                         |
| 2010                                                                           | 2010                                       |                                            | 255                                        | 30                                         |
| 2015                                                                           | 2015                                       |                                            | 531                                        | 128                                        |
| 2020                                                                           | 2020                                       |                                            | 678                                        | 138                                        |
| Anm.: Ny tätort 1995. Sammanvuxen 2015 med Grössbyn, Sandbacka och Härgusseröd |                                            |                                            |                                            |                                            |

## Samhället
Europaväg 6 (nu länsväg O 650) gick fram till 1991 genom samhället, men har nu fått en annan sträckning, varefter Ucklum har fått ett mer avsides och lugnare läge. Efter jordskredet vid Stenungsundsmotet leddes trafiken om till länsväg 650 vilket innebar väsentligt större trafikmängder genom samhället.
Tätorten ligger bredvid Hällungen, Stenungsunds kommuns största sjö, med badplatsen Bastevik.
Vid Ucklum ligger även företagen Ucklums grus och Hercules pålfabrik.